# Klemmhülse

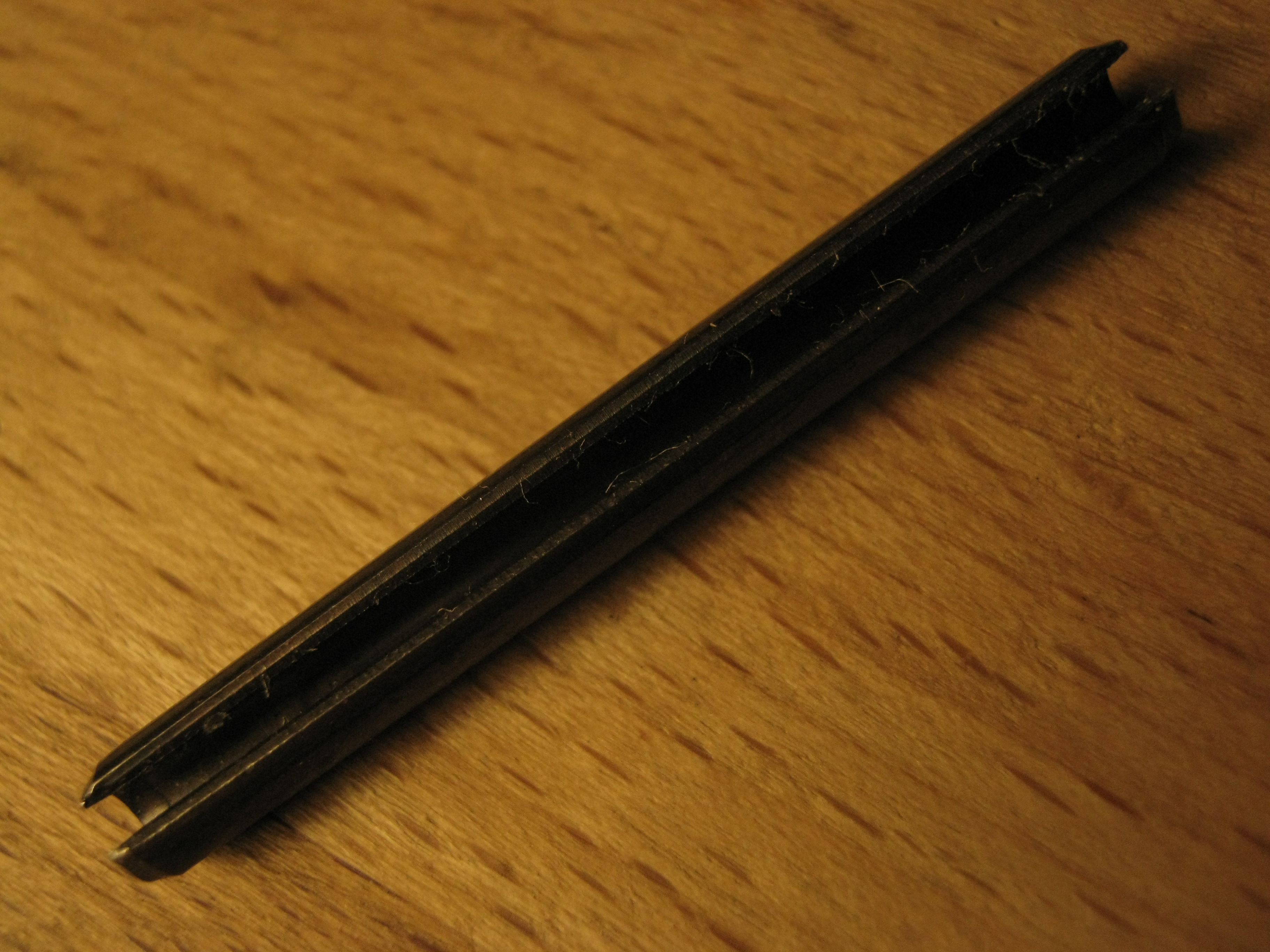
Eine Klemmhülse mit den Maßen 4 × 40 mm

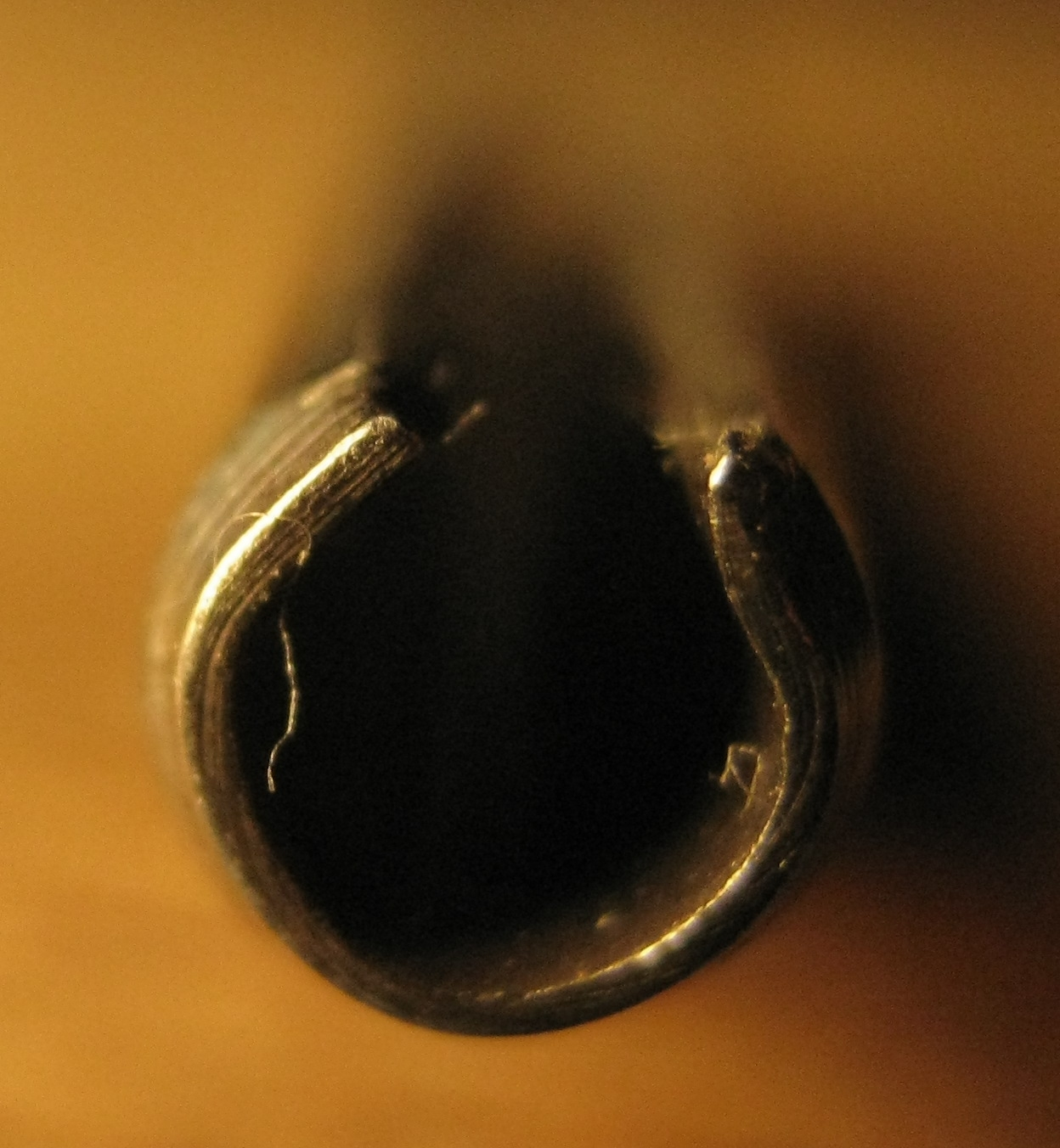
Profilansicht einer Klemmhülse

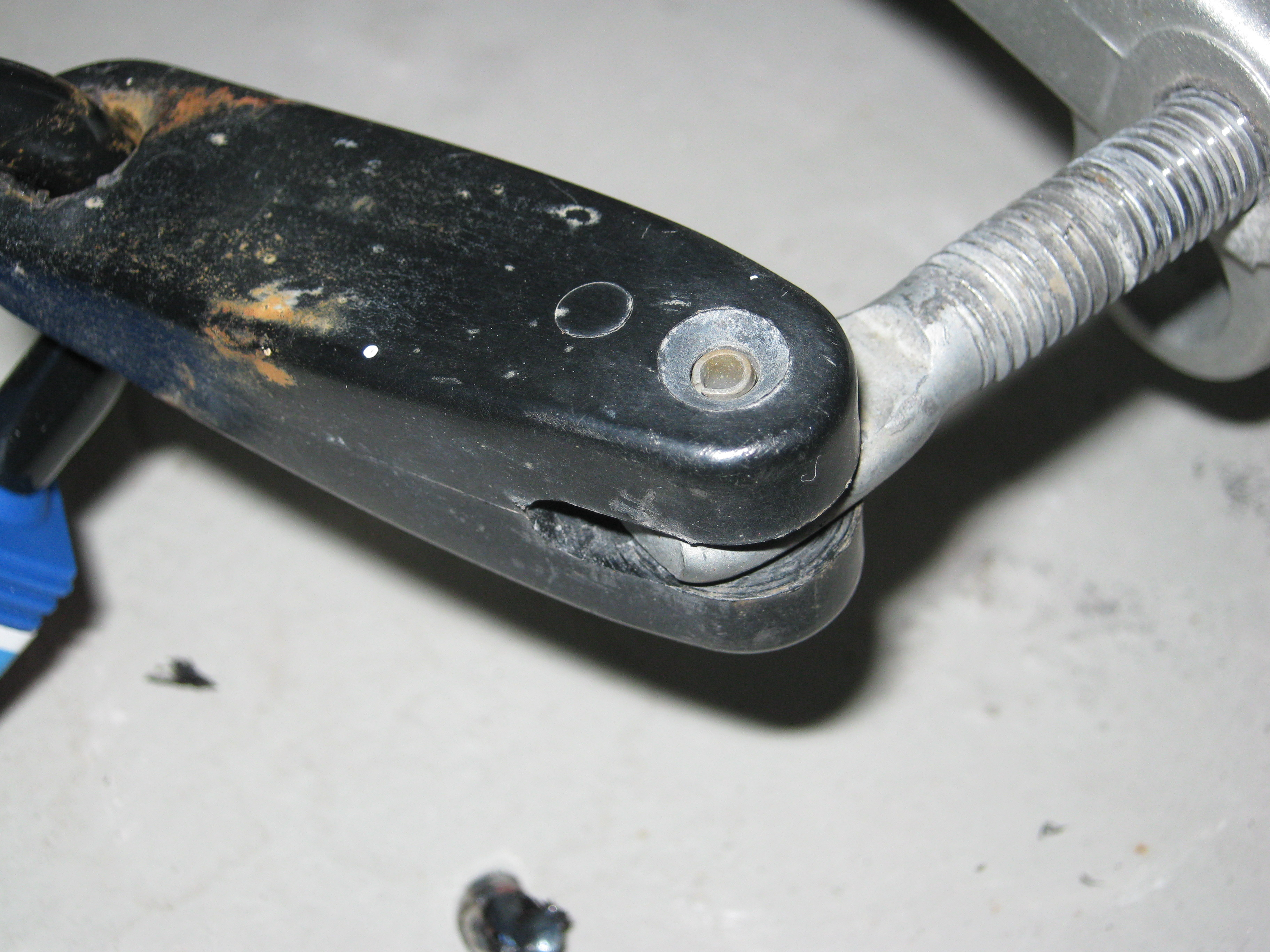
Anwendungsbeispiel für eine Klemmhülse, hier als Drehpunkt eines Griffes an einer Klemmschraube

Eine Klemmhülse ist ein metallisches Bauteil, das zum Sichern oder Befestigen als Drehpunkt für bewegliche Bauteile oder als Splint eingesetzt wird.

## Funktionsweise
Die Klemmhülse wird in ein gebohrtes Loch eingeschlagen, das etwas kleiner ist als der Außendurchmesser der Klemmhülse. Durch das Einschlagen in das kleine Loch wird die Klemmhülse etwas zusammengedrückt. Durch die Federkraft hält sich die Klemmhülse in dem eingeschlagenen Loch und kann z. B. als Drehpunkt zwischen zwei Bauteilen eingesetzt werden; das Loch des Bauteils, welches sich an der Klemmhülse frei bewegen soll, muss geringfügig größer sein als die Klemmhülse.

## Material
Klemmhülsen werden vorwiegend aus Federstahl, teilweise auch rostfreiem Stahl oder Messing gefertigt.